# Lasiodora camurujipe
Espèce
Lasiodora camurujipe est une espèce d'araignées mygalomorphes de la famille des Theraphosidae.

## Distribution
Cette espèce est endémique de Bahia au Brésil,.  Elle se rencontre vers Mata de São João et Salvador.

## Description
La carapace du mâle holotype mesure 27,24 mm de long sur 27,46 mm et l'abdomen 27,57 mm de long sur 18,03 mm et la carapace de la femelle paratype 26,55 mm de long sur 25,40 mm et l'abdomen 34,12 mm de long sur 25,88 mm.

## Systématique et taxinomie
Cette espèce a été décrite par Bertani en 2023.

## Étymologie
Son nom d'espèce lui a été donné en référence au lieu de sa découverte, Camurujipe.

## Publication originale
- Bertani, 2023 : « Taxonomic revision and cladistic analysis of Lasiodora C. L. Koch, 1850 (Araneae, Theraphosidae) with notes on related genera. » Zootaxa, no 5390(1), p. 1-116.